# Love Tracks
Albums de Gloria Gaynor
Gloria Gaynor's Park Avenue Sound (en)
(1978) I Have a Right
(1979)
Singles
1. I Will Survive
Sortie : 23 octobre 1978
2. Anybody Wanna Party?
Sortie : 1979

Love Tracks  est un album de Gloria Gaynor paru en 1978.

## Titres

### Album original
Toutes les chansons sont écrites et composées par Dino Fekaris (en) et Freddie Perren (en), sauf mention contraire.
| 1. | Stoplight                 |                                           | 3:33 |
| 2. | Anybody Wanna Party?      |                                           | 5:09 |
| 3. | Please, Be There          | Dino Fekaris, David Van De Pitte (en)     | 4:25 |
| 4. | Goin' Out of My Head (en) | Teddy Randazzo (en), Bobby Weinstein (en) | 5:23 |

| 5. | I Will Survive  |                     | 8:01 |
| 6. | You Can Exit    |                     | 5:08 |
| 7. | I Said Yes      |                     | 3:54 |
| 8. | Substitute (en) | Willie Harry Wilson | 2:57 |

### Réédition
L'album a été réédité en 2013 avec cinq morceaux supplémentaires.
| 9.  | I Will Survive (12" Disco Version)                     |                     | 8:02  |
| 10. | Anybody Wanna Party (12" Disco Version)                |                     | 7:41  |
| 11. | Substitute (12" Disco Version)                         | Willie Harry Wilson | 8:29  |
| 12. | Yo Viviré (I Will Survive - Spanish 12" Disco Version) |                     | 7:53  |
| 13. | I Will Survive (A Tom Moulton Mix)                     |                     | 10:32 |

## Production
- Produit par Dino Fekaris et Freddie Perren
- Enregistré et mixé par Jack Rouben et Lewis Peters
- Assistant de l'enregistrement : Rick Clifford
- Mixé par Ed Biggs